# Kirch Rosin

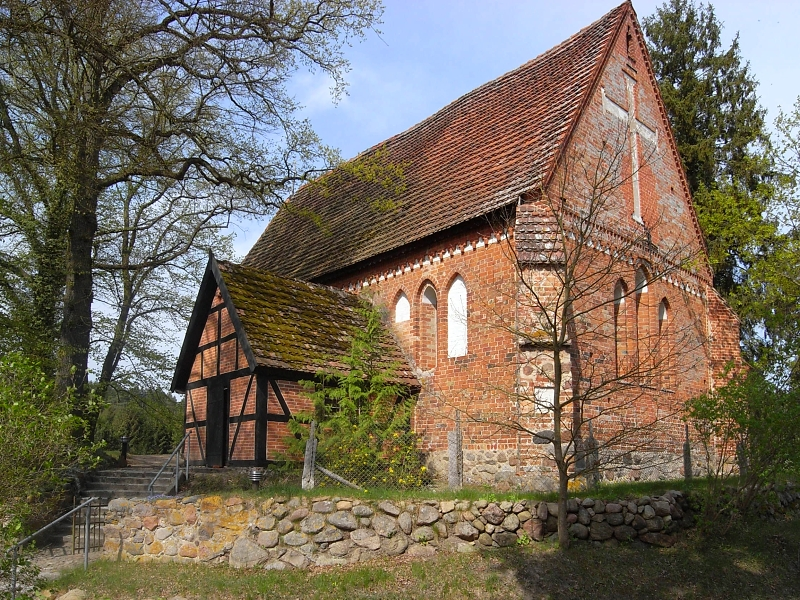
Dorfkirche in Kirch Rosin

Kirch Rosin ist ein Ortsteil der Gemeinde Mühl Rosin, Amt Güstrow-Land, Landkreis Rostock im Bundesland Mecklenburg-Vorpommern. Es wurde 1228 erstmals urkundlich erwähnt. Im Dorf leben etwa 200 Menschen.

## Geografische Lage
Kirch Rosin liegt etwa 6 km südöstlich der Kernstadt von Güstrow und 2 km südöstlich des Gemeindekernorts Mühl Rosin. Es befindet sich in der Nebelniederung etwas südlich der Heidberge. Im durch den Nebel-Zufluss Teuchelbach (Mühl-/Mühlenbach) in einen Südwest- und Nordostteil separierten Dorf liegt der etwa acht Hektar große Kirch Rosiner See, der vom Teuchelbach durchflossen wird. Der internationale Radwanderweg Berlin-Kopenhagen führt am Dorf vorbei.

## Geschichte
Am 1. Juli 1950 wurde Kirch Rosin nach Mühl Rosin eingemeindet.

## Dorfkirche
Auf einer kleinen Anhöhe am Dorfeingang steht die Dorfkirche Kirch Rosin, die im Jahre 1270 von Zisterziensern aus Michaelstein (Harz) erbaut wurde. Die Kirche, ein gotischer Hallenbau, verfügt über wertvolle Wandmalereien aus dem 17. Jahrhundert, die erst bei der Restaurierung der Kirche im Jahr 1988 entdeckt wurden. Die Orgel wurde 1843 von Heinrich Rasche erbaut.